# Grote Prijs van Montréal 2010

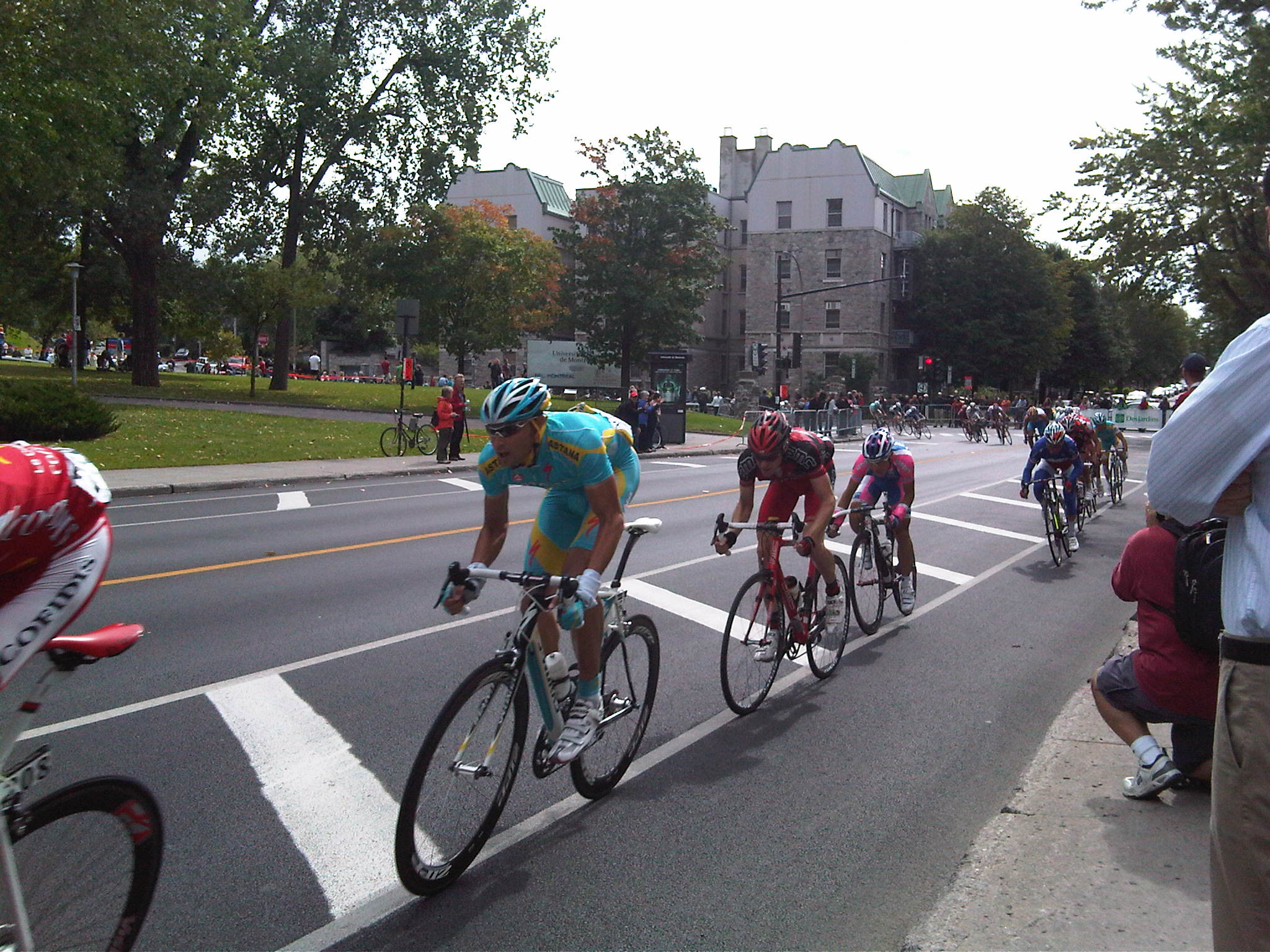
Renners in actie tijdens de Grote Prijs van Montréal 2010

De Grote Prijs van Montréal 2010 was de eerste editie van de Canadese wielerwedstrijd, en werd verreden op 12 september 2010. De wedstrijd ging over 193,6 km op een circuit van 12,1 km.
Winnaar werd Robert Gesink, die op ongeveer 10 km van de streep op de laatste klim in de aanval ging. Tweede werd Peter Sagan en thuisrijder Ryder Hesjedal werd derde.

## Startlijst
Er deden precies dezelfde ploegen mee als twee dagen eerder in de GP Cycliste de Québec 2010.
| 18 UCI ProTour-ploegen | 18 UCI ProTour-ploegen | 18 UCI ProTour-ploegen | 4 wildcards             |
| ---------------------- | ---------------------- | ---------------------- | ----------------------- |
| AG2R-La Mondiale       | Garmin-Transitions     | Team HTC-Columbia      | Bbox Bouygues Télécom   |
| Astana                 | Lampre-Farnese Vini    | Team Katjoesja         | BMC Racing Team         |
| Caisse d'Epargne       | Liquigas-Doimo         | Team Milram            | Cofidis                 |
| Euskaltel-Euskadi      | Omega Pharma-Lotto     | Team RadioShack        | Canadees Nationaal Team |
| Footon-Servetto-Fuji   | Quick Step             | Team Saxo Bank         |                         |
| Française des Jeux     | Rabobank               | Team Sky               |                         |

## Uitslag
| Plaats  | Naam                | Ploeg                   | tijd     |
| ------- | ------------------- | ----------------------- | -------- |
| Winnaar | Robert Gesink       | Rabobank                | 4u58'22" |
| 2       | Peter Sagan         | Liquigas-Doimo          | + 0'04"  |
| 3       | Ryder Hesjedal      | Team Garmin-Transitions | z.t.     |
| 4       | Haimar Zubeldia     | Team RadioShack         | z.t.     |
| 5       | Maxime Monfort      | Team HTC-Columbia       | z.t.     |
| 6       | Samuel Sánchez      | Euskaltel-Euskadi       | + 0'09"  |
| 7       | Leonardo Duque      | Cofidis                 | + 0'14"  |
| 8       | Aleksandr Botsjarov | Katjoesja               | z.t.     |
| 9       | Francesco Gavazzi   | Lampre-Farnese Vini     | z.t.     |
| 10      | Alessandro Ballan   | BMC Racing Team         | z.t.     |

2010 · 2011 · 2012 · 2013 · 2014 · 2015 · 2016 · 2017 · 2018 · 2019 · 2020-2021 · 2022 · 2023 · 2024
 Tour Down Under · 
 Ronde van Catalonië · 
 Gent-Wevelgem · 
 Ronde van Vlaanderen · 
 Ronde van het Baskenland · 
 Amstel Gold Race · 
 Ronde van Romandië · 
 Dauphiné · 
 Ronde van Zwitserland · 
 Clásica San Sebastián · 
 Ronde van Polen · 
 Vattenfall Cyclassics · 
 GP Ouest France-Plouay · 
  Eneco Tour · 
 Grote Prijs van Quebec · 
 Grote Prijs van Montreal